# Chanoch Bartow
Chanoch Bartow (geboren als Chanoch Helfgott am 13. August 1926 in Petah Tikva, Palästina; gestorben am 13. Dezember 2016 in Ramat Aviv) war ein israelischer Schriftsteller und Journalist.

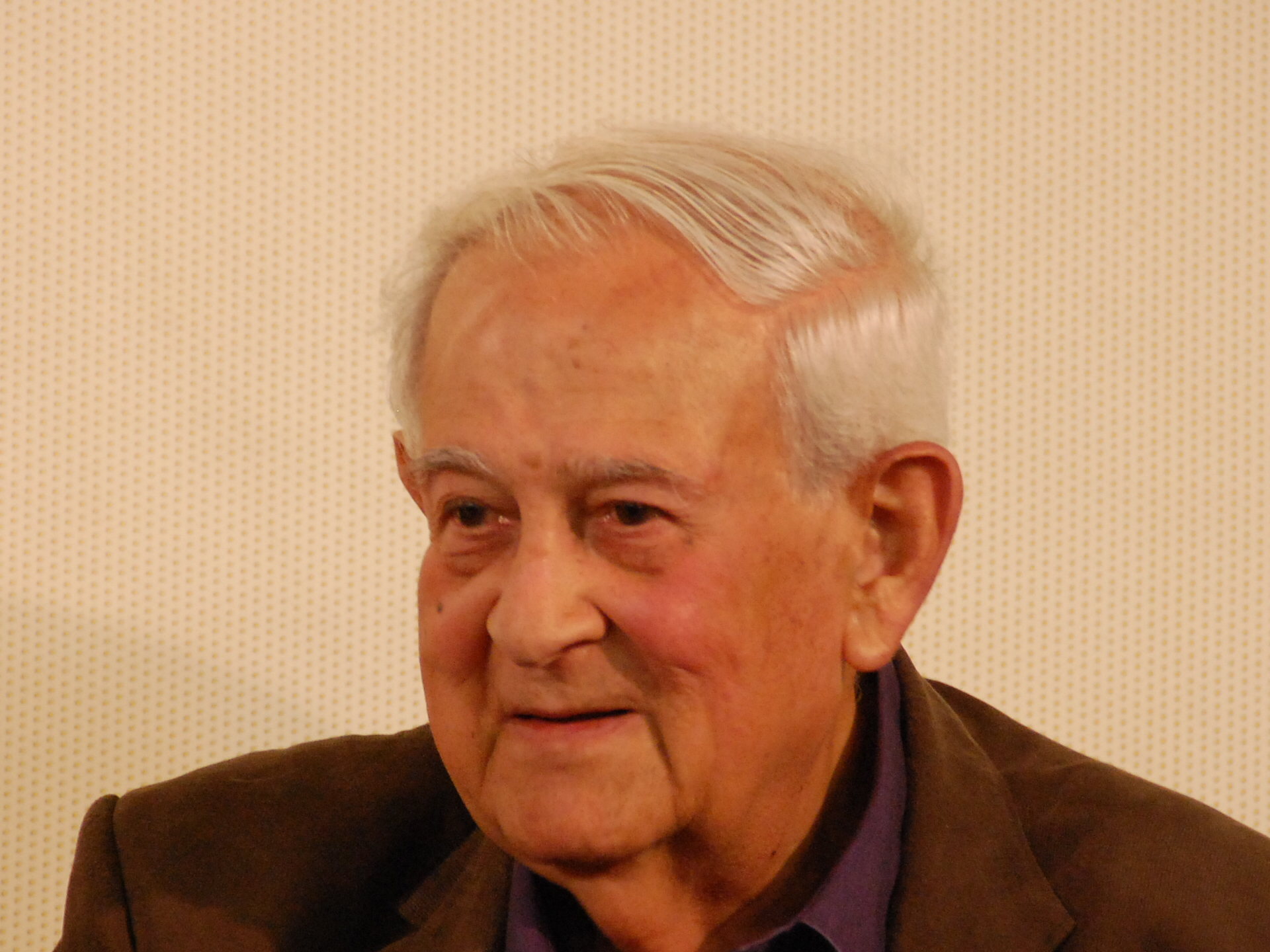
Chanoch Bartow (2008)

## Leben
Chanoch Helfgotts Eltern wanderten 1925 aus Polen nach Palästina ein. Während des Zweiten Weltkrieges kämpfte Bartow in der Jüdischen Brigade der britischen Armee und nahm 1948 am Israelischen Unabhängigkeitskrieg teil. In London war er als israelischer Kulturattaché tätig und schrieb zwanzig Jahre lang für die Tageszeitung Ma'ariv. 2005 erhielt Bartow die Ehrendoktorwürde der Universität von Tel Aviv, wo er bis zuletzt lebte. Sein Sohn Omer Bartov ist Historiker und Holocaustforscher.

## Auszeichnungen
- Shlonsky-Preis (1965)
- Yitzhak-Sadeh-Preis (1978)
- Bialik-Preis (1985)
- Preis des Präsidenten für Literatur (1998)
- Agnon-Preis (2005)
- Buchman-Preis (2006)
- Israel-Preis (2010)

## Werke
Chanoch Bartow veröffentlichte zehn Romane, einige Kurzgeschichten, Abhandlungen und eine Biografie von David Elazar.

### Romane
- The Reckoning and the Soul
- Everyone Had Six Wings
- The Brigade
- Whose Little Boy Are You?
- The Dissembler
- In the Middle of it All
- This is Ishel Speaking
- Halfway Out
- Hand in Hand, Locked for Life
- Beyond the Horizon, Across the Street